# Wanderley
Wanderley är en kommun i Brasilien.   Den ligger i delstaten Bahia, i den östra delen av landet, 600 km nordost om huvudstaden Brasília. Antalet invånare är 12 485.
Omgivningarna runt Wanderley är huvudsakligen savann. Runt Wanderley är det mycket glesbefolkat, med 4 invånare per kvadratkilometer.